# 원자왕
《원자왕》(原子王)은 《열혈최강 고자우라》에 등장하는 등장인물으로, 국내명은 원자대왕. 성우는 야나다 키요유키 / 박상일.

## 소개
기계 신(기계 대마왕)의 부하로 공룡시대로 가게 된 공룡수비대 앞에 나타난다. 보통 작 중 흐름 상 엔진왕이 죽은 뒤 네 번째로 등장한 적이지만 사실 시간상 지구에서 맨 처음 나타난 간부이다. 차원의 틈으로 들어온 길터보의 머리의 자료를 획득하여 블랙 캡틴 사우루스(다크 고자우라)라 불리는 고자우라와 똑같이 생긴 검은색의 로봇을 타고 나와 고자우라를 상당히 고전시킨다. 모티브는 원자. 나중에는 다른 사천왕들과 함께 원자대왕 2세로 부활해 고자우라에게 도전하나 번번히 패배하고 기계대마왕에게 파괴당한다.